# マントヴァの領主一覧

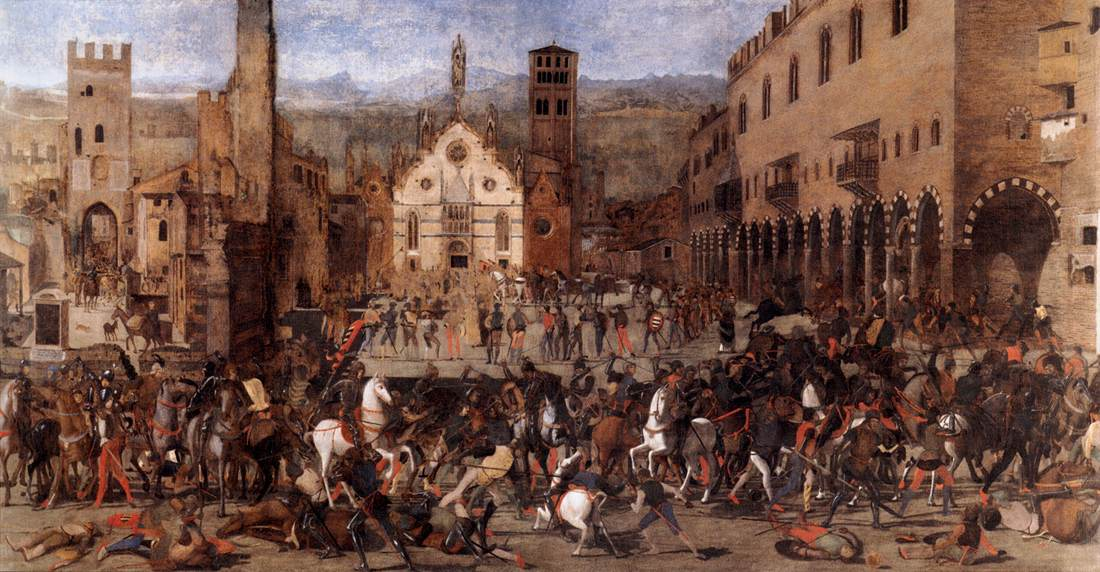
ドメニコ・モローネ, La cacciata dei Bonacolsi (マントヴァ、ドゥカーレ宮殿)

この項目は、イタリアに過去に存在した国家、マントヴァを支配した僭主、侯爵、公爵の一覧である。

## マントヴァのシニョーレ（僭主）
共和制の都市国家マントヴァの最高指導者として「カピターノ・デル・ポーポロ」（平民の指導者）を名乗った。

### ボナコルシ家
| 1279年-1291年 | ピナモンテ・ボナコルシ (Pinamonte Bonacolsi)      |
| 1291年-1299年 | バルデッローネ・ボナコルシ (Bardellone Bonacolsi) |
| 1299年-1309年 | グイード・ボナコルシ (Guido Bonacolsi)            |
| 1309年-1328年 | リナルド・ボナコルシ (Rinaldo Bonacolsi)          |

### ゴンザーガ家
| 1328年-1360年 | ルドヴィーコ1世・ゴンザーガ (Ludovico I Gonzaga)                                                             |                 |
| 1360年-1369年 | グイード・ゴンザーガ (Guido Gonzaga)                                                                         |                 |
| 1369年-1382年 | ルドヴィーコ2世・ゴンザーガ (Ludovico II Gonzaga)                                                            |                 |
| 1382年-1407年 | フランチェスコ1世・ゴンザーガ (Francesco I Gonzaga)                                                          | (1407年没)      |
| 1407年-1433年 | ジャンフランチェスコ・ゴンザーガ (Gian Francesco Gonzaga) 1433年から君主制国家に転換しマントヴァ侯爵となる。 | (1395年-1444年) |

## マントヴァ侯爵

### ゴンザーガ家
| 1433年-1444年 | ジャンフランチェスコ・ゴンザーガ 1433年まではカピターノ・デル・ポーポロ                            |                 |
| 1444年-1478年 | ルドヴィーコ3世・ゴンザーガ (Ludovico III Gonzaga)                                                 | (1412年-1478年) |
| 1478年-1484年 | フェデリーコ1世・ゴンザーガ (Federico I Gonzaga)                                                   | (1441年-1484年) |
| 1484-1519     | フランチェスコ2世・ゴンザーガ (Francesco II Gonzaga)                                               | (1466年-1519年) |
| 1519年-1530年 | フェデリーコ2世・ゴンザーガ (Federico II Gonzaga) 1530年からマントヴァ公爵に昇格\| (1500年-1540年) |                 |

## マントヴァ公爵
ゴンザーガ家は女系を介してモンフェッラート公国を継承し、モンフェッラート侯爵（1536年-1574年）同公爵（1574年-1708年）をも名乗った。

### ゴンザーガ家
| 1530年-1540年 | フェデリーコ2世 (Federico II) 1530年まではマントヴァ侯爵 |                 |
| 1540年-1550年 | フランチェスコ3世・ゴンザーガ (Francesco III Gonzaga)    | (1533年-1550年) |
| 1550年-1587年 | グリエルモ・ゴンザーガ (Guglielmo Gonzaga)               | (1538年-1587年) |
| 1587年-1612年 | ヴィンチェンツォ1世・ゴンザーガ (Vincenzo I Gonzaga)     | (1562年-1612年) |
| 1612年        | フランチェスコ4世・ゴンザーガ (Francesco IV Gonzaga)     | (1586年-1612年) |
| 1612年-1626年 | フェルディナンド・ゴンザーガ (Ferdinando Gonzaga)        | (1587年-1626年) |
| 1626年-1627年 | ヴィンチェンツォ2世・ゴンザーガ (Vincenzo II Gonzaga)    | (1594年-1627年) |

### ゴンザーガ＝ネヴェルス家
| 1627年-1637年 | カルロ1世・ゴンザーガ＝ネヴェルス (Carlo I Gonzaga-Nevers)                         | (1580年-1637年) |
| 1637年-1665年 | カルロ2世・ゴンザーガ＝ネヴェルス (Carlo II Gonzaga-Nevers)                        | (1629年-1665年) |
| 1665年-1708年 | フェルディナンド・カルロ・ゴンザーガ＝ネヴェルス (Ferdinando Carlo Gonzaga-Nevers) | (1652年-1708年) |

1708年、ゴンザーガ家はマントヴァの支配権を失い、同年フェルディナンド・カルロも嫡出の後継者を残さずに死去した。ゴンザーガ家は断絶し、マントヴァ公国は ミラノ公国に併合された。